# Espira-de-l'Agly
Espira-de-l'Agly (în catalană Espirà de l'Aglí) este o comună în departamentul Pyrénées-Orientales din sudul Franței. În 2009 avea o populație de 3.065 de locuitori.

## Evoluția populației
| An        | 1975  | 1982  | 1990  | 1999  | 2006  | 2009  |
| --------- | ----- | ----- | ----- | ----- | ----- | ----- |
| Populație | 1.599 | 1.723 | 2.196 | 2.463 | 2.883 | 3.065 |